# Escrava Mãe
Escrava Mãe è una telenovela brasiliana in 159 episodi prodotta da Rede Record, che l'ha mandata in onda per la prima volta da maggio 2016 a gennaio 2017. 
Si tratta di un prequel della celebre telenovela La schiava Isaura, tratta dal romanzo omonimo. Gabriela Moreyra e Pedro Carvalho danno volto ai protagonisti della vicenda, Juliana e Miguel, genitori di Isaura. Il cast principale contempla anche Thaís Fersoza, Zezé Motta, Fernando Pavão, Roberta Gualda, Léo Rosa, Milena Toscano. La regia generale è di Ivan Zettel; la sceneggiatura si deve a Gustavo Reiz, avvalsosi della collaborazione di Aline Garbati, Camilo Pellegrini, Jussara Fazolo, Mariana Vielmond e Valéria Motta. La telenovela, un grande successo sia in Brasile sia all'estero (benché inferiore a quello ottenuto da La schiava Isaura), ha vinto numerosi premi, trionfando tra l'altro ai Seoul International Drama Award.  Risulta inedita in Italia.